# بي إم دبليو الفئة الخامسة
 بي إم دبليو الفئة الخامسة هي السيارة التنفيذية المصنعة من قبل صناعة السيارات الألمانية بي إم دبليو منذ عام 1972. ومن الخلف ل نماذج 4 ابواب سيدان ‏ من BMW فئة جديدة ‏ وهي حاليا في الجيل السابع.
في البداية، كانت سلسلة 5 متوفرة فقط في نمط الجسم سيدان . و يجول وأضيف على غرار الهيئة في عام 1991 وتمت إضافة هاتشباك 5 أبواب («يجول في غران») في عام 2009.
وهو ثاني أفضل طراز من نوع بمو بعد سلسلة 3، وفي عام 2010 أنتج حوالي 50٪ من أرباح بمو. 
في 29 يناير 2008، تم تصنيع 5 مليون 5 سلسلة، صالون 530d في الكربون الأسود لامع. 
حصلت سلسلة 5 اسمها من كونها خمس سيارات «سلسلة جديدة» بعد V-8 و Isetta عصر [ بحاجة لمصدر ]وكانت بديلا عن أربعة أبواب سيارات السيدان فئة جديدة من كبار السن. بدأت اتفاقية تسمية بمو ‏ الحالية مع أول 5 سلسلة.
حاليا، سبعة أجيال رئيسية من بمو 5 سلسلة متبعة بعضها البعض:
- E12، من 1972 إلى 1981
- E28، من 1981 إلى 1988
- E34، من 1988 إلى 1996
- E39، من 1996 إلى 2003
- E60، من 2004 إلى 2010
- F10 / F11، من 2010 إلى 2016
- ذي G30 / G31 / G32، فروم 2016

شهدت معظم السنوات نسخة رياضة السيارات من سلسلة 5، ودعا بمو M5 .

## الجيل الأول (E12؛ 1972-1981)
المقالة الرئيسية: بمو الفئة الخامسة (E12) ‏
و سلسلة E12 5 تم إنتاجها 1972-1981 (ينتج حتى عام 1984 في جنوب أفريقيا). و E12 هي السلسلة الأولى لتحمل اسم السلسلة 5: '5' تدل على منصة الخامسة من الفئة الجديدة من بمو. تم تصميم الموديل E12 5 سيريز كبديل لسيارة بمو الجديدة من فئة ‏ سيدان متوسطة الحجم، وكانت أصغر من سيارة بمو E3 ‏ سيدان الكبيرة، ولكنها أكبر من طرازين من بابين2002 .
كانت تسمى هيئة الجيل الأول من قبل باول براك [الإنجليزية] و بييترو فروا ‏ ، بناء على بيرتوني 1970 BMW جارميش 2002ti معرض جنيف للسيارات. [ بحاجة لمصدر ] وكان E12 متاح فقط في طراز الجسم سيدان مع ناقل الحركة اليدوي . كان هناك ناقل حركة أوتوماتيكي متاح للولايات المتحدة واليابان فقط الإصدارات. 
في حين لم يكن هناك E12 بي إم دبليو M5 المنتجة، وينظر E12 M535i كسابق ل M5.

## الجيل الثاني (E28؛ 1981-1988)
المقالة الرئيسية: بي إم دبليو الفئة الخامسة (E28)
بي إم دبليو E28 هي الجيل الثاني من بمو الفئة الخامسة، التي أطلقت في عام 1981. وتشمل التغييرات التصميم لهذا النموذج المصابيح الأمامية المنقحة، وأكثر سمكا المطاط الوفير تحيط والمصابيح الخلفية مستطيلة كبيرة. وشملت التغييرات الميكانيكية إضافة محرك الديزل ست أسطوانات (في كل من أشكال استنشاق طبيعيا وشحن توربو) ونقل أوتوماتيكي .
بدأ خط M5 النموذجي مع بمو E28 M5 ، والذي يستخدممحرك ست أسطوانات بمو S38 ‏ . في إطلاقها في عام 1984، كانت المواصفات الأوروبية E28 M5 أسرع سيارة إنتاج في العالم. [ بحاجة لمصدر ]

## الجيل الثالث (E34؛ 1988-1995)
المقال الرئيسي: بي إم دبليو الفئة الخامسة (E34) ‏
و BMW E34 هي ثالث جيل 5 السلسلة، التي بدأت في فبراير 1988. وكان الجسم أكثر صلابة، وكان أكثر تنظيما من سابقتها. [ بحاجة لمصدر ] كان E34 من بين السيارات الفاخرة الأكثر موثوقية في السوق، وحصل على أفضل تصنيفات في فئتها من إنتليتشويس في عام 1991، ولا تزال تعتبر واحدة من أكثر بمو موثوق بها من أي وقت مضى.  وكانت أيضا واحدة من أكثر السيارات أمانا على الطريق خلال إنتاجها، وتوفيرأكياس هوائية ، 4 عجلات الفرامل المضادة للقفل ، وهيكل الجسم جامدة جدا لحماية الركاب في حال وقوع حادث.  وقد تم تجهيزها أيضا مع التحكم التلقائي الاستقرار (أسك) أو التحكم في الجر (أسك + T) في السنوات اللاحقة على متغيرات أعلى المواصفات. 
وشملت التغييرات الميكانيكية على سابقتها توافر محرك V8 ‏ ، الدفع الرباعي ، ومنذ عام 1991، على غرار عربة عربة («بجولة»).
و بي إم دبليو إم 5 يستخدم ترقية إصدارات BMW S38 ست أسطوانات المحرك.

## الجيل الرابع (E39؛ 1995-2003)
المقالة الرئيسية: بمو الفئة الخامسة (E39) ‏
و BMW E39 هو الجيل الرابع 5 سلسلة، أنتجت في الفترة من 1996 حتى 2003. والتصميم توجه بكثافة من 7 سلسلة E38في بناء الجسم والتكنولوجيا الإلكترونية [ بحاجة لمصدر ] و قاعدة العجلات ‏ زادت بنسبة 2.7 في (68 مم) وطول العام من قبل 2.2 في (55 ملم) على E34.
تم إدخال سلسلة E39 5 في سوق الولايات المتحدة في أواخر عام 1996 لعام 1997 نموذج. وكانت النماذج المتاحة 528i مع 2.8 L M52B28 I6 المحرك و 540i مع محرك 4.4 L M62B44 V8. وتشمل خيارات النقل دليل 5 سرعات أو 5 سرعات أوتوماتيكية ل 528i ودليل 6 سرعات أو 5 سرعات أوتوماتيكية ل 540i. وتم تحديث الحاسوب على متنه، المسمى «نظام المعلومات المتعددة» (ميد) في منتصف عام 1997.
وبالنسبة لعام 1998، أصبحت الوسائد الهوائية الجانبية الخلفية الاختيارية متاحة، كما اكتسب كلا النموذجين نظام الحماية الرأسية الحصري الجديد من بي أم دبليو، والذي يتألف من حقيبتين أنبوبيتين تضخما آثار جانبية وتطفو فوق الباب الأمامي مباشرة. تم إضافة حزمة رياضية جديدة ل 528i و 540i، فضلا عن ناقل حركة أوتوماتيكي 540i خيارات.وشملت حزمة الرياضة تقليم الجسم الأسود (النماذج القياسية الكروم حول الجزء العلوي من النوافذ)، تعليق الرياضية ضبطها، وعجلات 17 بوصة والإطارات. في سبتمبر 1998، تم تحديث M62B44 540i إلى M62TUB44، مضيفا 15 قدم · رطل (20 نانومتر) من عزم الدوران. دسك أولا أصبحت متاحة على 540i مع ناقل حركة أوتوماتيكي اعتبارا من 9/97 وعالية الأداء M5 صالون (الصالون) عاد إلى أضعاف بمو. بنيت في عدد محدود، يستخدم M5 400 حصان (300 كيلوواط) V8 S62، وجاء مع تعليق أكثر حزما، عجلات 18 بوصة، ناقل الحركة اليدوي 6 سرعات، وتقليم الداخلية الحصرية. [13] وكانت الوسائد الهوائية الجانبية في الجزء السفلي من الجسم قياسية في الموديل M5، وتبقى اختيارية بالنسبة للموديلات الأخرى.
وشهد عام 1999 إدخال طراز تورينغ واغون (إستات)، وانضم إلى سيارات السيدان (الصالونات) في كل من الإصدارين I6 و V8. وتشمل الخيارات الجديدة لعام 1999 المصابيح الأمامية زينون أكثر إشراقا، والتحكم عن بعد بارك الذي يحذر من العقبات عند النسخ الاحتياطي، والتعليق الخلفي التسوية الذاتية للعربات (العقارات). كان معيار موديلات V8 والاختيارية الجديدة للإصدارات 528i هو التحكم الديناميكي للثبات في بمو، والمصمم للمساعدة في التحكم في المنعطفات السريعة. وكانت محركات M6 2.8 لتر I6 الآن كل كتلة الألومنيوم والرأس مع إدخال فانوس مزدوجة، على عكس واحد واحد كتلة الحديد فانوس / الألومنيوم M52.
وفي عام 2000، أصبحت مساحات الزجاج الأمامي للمصابيح الأمامية والمصابيح الأمامية زينون قياسية في 540i، وكانت متاحة حديثا لنماذج 528i. تم إضافة حزمة «M سبورت» (استبدال الحزمة الرياضية القياسية)، وشملت عجلة القيادة M الرياضية، وعتبات الباب، ومقبض التحول. اكتسبت الإصدارات 528i أيضا نظام التحكم في الاستقرار القياسية 540i. جميع النماذج لديها الآن أضواء النهار تشغيل، ومصابيح الضباب.
بالنسبة لسنة 2001 (سيارات مصنوعة من سبتمبر 2000)، قامت بمو بتحديث E39 مع أحدث، عدسة واضحة الذيل، الجانب علامة، والمصابيح الأمامية التي عرضت الآن الآن شعبية «عيون الملاك». تم تغيير أضواء الذيل الخلفي إلى المصابيح «موجه الموجة» (هيلا، أوم، يشير إلى هذه الأضواء باسم «سيليس»)، في حين تم تغيير الإشارات الجانبية والخلفية بدوره من العدسات العنبر واضحة. وقد رسمت الآن تقليم أسود لتتناسب مع لون الجسم، والمصد الأمامي الآن ظهرت أضواء الضباب مدورة. وأجريت تغييرات كثيرة داخليا على الإلكترونيات؛ تم تحديث بنود مثل المنظمين نافذة وتكييف الهواء. تم استبدال 528i من قبل 530i الذي كان 170 كيلوواط (228 حصان) جديد M54B30 3.0 L مضمنة -6.تم إدخال 525i مستوى دخول جديد يضم 143 كيلوواط (192 حصان) M54B25 2.5 L I6 وسعر أقل قليلا. تم تغيير نظام الملاحة المتاح إلى إصدار شاشة عريضة. كما تم تغيير الشواية الأمامية إلى تصميم جديد أكثر وضوحا.
في عام 2002، كان طراز E39s من بي إم دبليو ستيبترونيك مجهز بتحول يدوي لتحويله إلى سيارة بمو سمغ (إلى الأمام إلى أسفل، إلى الوراء إلى أوشيفت). أيضا في عام 2002، تمت زيادة قوة محرك V8 من 328 محرك من 540i من 282 حصان (210 كيلوواط) إلى 290 حصان (216 كيلوواط) في حين بقي عزم الدوران على حاله.حصلت جميع الموديلات على مشغل أقراص سد قياسي في اندفاعة، وأضافت طرازات 6 أسطوانات مقعد ركاب طاقة قياسي، و 525i تلقت معيار التحكم في المناخ التلقائي. [14] أعلنت تقارير المستهلك عام 2002 بمو E39 أفضل سيارة كانوا قد استعرضت من أي وقت مضى.
2003 تميز العام الماضي لمنصة E39. وقد تميزت نماذج لهذا العام من خلال إضافة اضافية الكروم تقليم على الجذع (التمهيد) وعلى جانبي الجسم. كل 6 أسطوانات نموذج 5 سلسلة تأتي مع فتحة سقف القياسية. وأنظمة الملاحة الاختيارية التي تمت ترقيتها من شكل قرص مدمج (8 أقراص مدمجة لتغطية الولايات المتحدة وكندا بأكملها) إلى قرص دفد واحد ([15]). حملت حزمة الرياضة الاختيارية على 540i أجزاء من M- تكنيك. وشملت هذه الآثار الكاملة M- التكنولوجيا الأرض، M-تيش أي تعليق، ومحول عزم دوران عالية كشك، 3.15 إلى 1 الأداء نسبة المحور الخلفي، عجلات 18 بوصة، ومجموعة متنوعة من M وضع العلامات. تمت إضافة مراسي مقعد الطفل إسوفيكس / لاتش.واستمرت العقارات E39 (بجولة) في عام 2004 حتى تم الإفراج عن النسخة السياحية من E60 5 سلسلة جديدة.
السيارة والسائق في كثير من الأحيان ظهرت E39 في «10 قائمة أفضل».  وقد اعتبرت الفئة E39 بمو الفئة الخامسة معيارا لفئتها  ، وأعطت تقارير المستهلكين ‏تصنيف 530i لعام 2001 أعلى تصنيف للسيارات من أي وقت مضى. [ بحاجة لمصدر ]
و بي إم دبليو إم 5 يستخدم BMW S62 محرك V8.

## الجيل الخامس (E60 / E61؛ 2003-2010)
المقال الرئيسي: بمو الفئة الخامسة (E60) ‏
و BMW E60 هي الخامسة جيل 5 سلسلة، أنتجت 2004-2010. تصميمها غير التقليدي (التي صممها كريس بانغل وأدريان فان هويدونك) والعديد من معالمه تلقت مراجعات مختلطة. على الرغم من الانتقادات على التصميم الخارجي والالكترونيات الداخلية، أصبح هذا الأكثر مبيعا 5 سلسلة. 
يمثل E60 خطوة هامة إلى الأمام في مجال التكنولوجيا على مدى الجيل السابق.  واجهة إدريف المثيرة للجدل تستخدم للسيطرة على العديد من جوانب السيارة. وعاد الدفع الرباعيكخيار لسلسلة 5 ل E60. و E60 535i هو أول 5 سلسلة لاستخدام محرك البنزين توربو.
بعد التقليد من نماذج الجيل السابق، ظهرت سلسلة 5 الجديدة هيكل أطول وأوسع في حين مزودة مجموعة جديدة من السلامة النشطة ومكونات التكنولوجيا الفائقة: إدريف، نشط لفة الاستقرار (أرس)، نشط التحكم في السرعة (أسك)، ونظام التحكم عن بعد في المتنزه (بك) ونظام الصوت هارمان كاردون ‏ Logic7. وسرعان ما سلح المحرك سعة 4.4 لتر V8 إنتاجا مقداره 325 حصان، ويمكن نقله إلى ناقل الحركة اليدوي / الأوتوماتيكي بست سرعات أو علبة التروس اليدوية المتسلسلة التي تم تطويرها حديثا والتي تحتوي على 6 مجاذيف مزودة بمقود القيادة. وجاءت هذه السيارة الجيل الجديد أيضا مع نظرة خارجية جديدة تماما والداخلية وكان متاحا في كل من السوق الأوروبية وأمريكا الشمالية. و 530i و 525i حصلت على محرك المنقح في عام 2006.
تلقت سيدان من الفئة الخامسة عملية تجميل بسيطة في عام 2007 تسمى تحديث لسي. تم تطهير اللفافات الأمامية والخلفية. تم تحديث إدريف إلى نظام يستند إلى القرص الصلب مع واجهة أكثر سهولة الاستخدام. تم تجديد الداخل إلى لوحة باب أكثر تحديثا مع زخارف الخشب المناسبة مقابل القديمة منها التي كانت مليئة الكثير من الزوايا الغريبة وخطوط مائلة غريبة.
جزء من حزمة الرياضة الاختيارية (3300 $) هو واحد من أكثر الابتكارات التقنية غريبة من سلسلة 5 الجديدة، « التوجيه النشط ‏ ». بدلا من مجرد تخفيف جهد التوجيه في سرعات منخفضة من خلال نظام متغير دفعة التقليدية، التوجيه النشط يغير نسبة التوجيه. إذا كان السائق يحول عجلة القيادة 10 درجة خارج المركز، فإن العجلات الأمامية تتحول أكثر بسرعات أقل من السرعات العالية.
وE60 بي إم دبليو إم 5 يستخدم BMW S85 محرك V10.

## الجيل السادس (F10 / F11 / F07؛ 2010-2016)
المقالة الرئيسية: سلسلة بمو 5 (F10)
و بي إم دبليو الفئة الخامسة هو الجيل السادس سلسلة 5، التي تنتجها 2010-2016. ويستند النظام الأساسي على F01 7 سلسلة ‏ ؛ وتشمل التحسينات الأمامية المزدوج الكرة المشتركة ‏قصيرة الذراع تعليق (استبدال ماكفرسون تبختر ‏ تعليق بي ام دبليو المستخدمة سابقا)، وتعليق متعدد الطبقات الخلفي. 
ويظهر التصميم الداخلي عودة الكونسول المركزي بشكل واضح نحو السائق، وهو تغيير ملحوظ آخر من سابقتها المباشرة التي لوحظت في تصميم بي إم دبليو غير التقليدي.  ومع ذلك، فإن الرأي مقسم، حيث وصف أحد المراجعين F10 بأنه لطيف جدا ومحافظ، بالمقارنة مع سابقه E60، فضلا عن وجود الكثير من التشابه مع E90 3-سيريز ‏ . 
و بي إم دبليو إم 5 يستخدم S63 التوأم توربو محرك V8 وهو أول M5 استخدام الحث .
يتم بيع نسخة قاعدة العجلات الطويلة في الصين.  بنيت سيارات بي ام دبليو 5 المصفحة المكسيكية على قاعدة العجلات من طراز قاعدة العجلات الطويلة الصينية. ويعرف هذا الطراز المدرع باسم بي ام دبليو 5 سيكوريتي ويتوفر فقط في شكل قاعدة العجلات الطويلة مع محرك V8 4.4L.

### 5 سلسلة غران توريزمو (F07)
المقالة الرئيسية: بمو الفئة الخامسة غران توريزمو
في عام 2009، أصدرت بي إم دبليو الفئة الخامسة غران توريزمو (F07)، وهي عبارة عن مصعد من خمسة أبواب . و غ هو أطول بكثير من غيرها من المنافسين فاستباك / الرفع. 
و F07 (صممه كريستوفر ويل) سهم نفس F01 7 سلسلة المستمدة ‏ منصة، توليد القوة، والحزمة الميكانيكية مع F10 .ومع ذلك، فإن اللفافة F07 لديها المصابيح الأمامية المختلفة والمصد، مع أكبر شبكة مصبغة الكلى مماثلة لتلك التي من F01 7 سلسلة. و F07 هو أيضا أطول، مما أدى إلى مركز أعلى من الجاذبية وطولها أكبر يسمح لمزيد من القاعة الخلفية. [ بحاجة لمصدر ] كما يتميز F07 بأبواب بدون إطار وجذع الباب الخلفي. 
و F07 هي سيارة بمو الأولى لاستقبال ناقل حركة أوتوماتيكي ثماني سرعات زف جديد ، إلى جانب نظام تجديد طاقة الفرامل الجديد. 

### بي إم دبليو الفئة الخامسة أكتيفيبريد
بمو ActiveHybrid5
بمو ActiveHybrid5
وقد تم الكشف عن النسخة الكهربائية الهجينة لمفهوم بمو هبريد-سيريز، الذي تم عرضه كسيارات بمو كونسيبت 5 سيريز أكتيفيبريد، في معرض جنيف للسيارات 2010 . استخدام تقنية بمو أكتيفيبريد يسمح للنسخة الكهربائية الهجينة للحد من استهلاك الوقود والانبعاثات بأكثر من 10٪.  في عام 2012، قدمت بي ام دبليو نسخة إنتاج سلسلة أكتيفيبريد من الفئة الخامسة، بعد عام 2013 نموذج، توقفت بمو سلسلة 5 الهجين بسبب بطء المبيعات جنبا إلى جنب مع سلسلة 3 الهجين و 7 سلسلة الهجين.

## الجيل السابع (G30 / G31؛ 2016 إلى الوقت الحاضر)
المقالة الرئيسية: سلسلة بمو 5 (G30)
و الجيل السابع تم الكشف عنها التي تحمل الاسم الرمزي G30 في 13 تشرين الأول 2016. تحسينات أكثر من النموذج السابق يشمل الادخار وزنه يصل إلى 100 كجم وتصميم جديد مع معامل السحب 0.22 الكادميوم. وتشمل التحسينات الأخرى نظام بمو إدريف المحدث الذي يستخدم الآن شاشة عالية الدقة مقاس 10.25 بوصة، وشاشة عرض رأسية جديدة تغطي مساحة 70٪ إضافية، بالإضافة إلى مصابيح أمامية ذات إضاءة عالية عالية الانبهار مع نطاق يصل إلى 500 متر. 
وخلافا للجيل السابق من سلسلة 5، الجيل الجديد 5 سلسلة ليس لديها البديل غ. وسيعرف البديل 2017 غ ك 6 سلسلة غ (G32).

### G30 بمو 5 سيريز إن إنديا
وسيتم إطلاق الجيل السابع من سلسلة 5 في الهند في 29 يونيو 2017. وستقوم الشركة بتجميع مجموعات كد (ترسيتها تماما) في مصنع تشيناي. سلسلة السابعة جين 5 لديها 7 سلسلة مثل السيطرة فتة، إدريف 6.0 وحدة المعلومات والترفيه، التحكم الصوتي، وعرض رئيس متابعة، ومقاعد التدليك متعددة الكفاف جديدة. وتدعي شركة بمو أن المقصورة أكثر هدوءا من أي وقت مضى بفضل الاستخدام المكثف للمواد المهدئة للصوت. 

## الجوائز
وكانت سلسلة E39 5 في مجلة السيارات وأفضل عشرة السنوي مجلة لمدة ست سنوات على التوالي، من إدخاله في عام 1997 حتى عام 2002. وكان أيضا موتور تريند ‏ ' s استيراد السيارات للعام ‏ لعام 1997 وما السيارات؟ ‏السيارة التنفيذية من عام 1997 حتى عام 2002. و E60 كان اسمه «أفضل جديدة فاخرة / سيارة برستيج» في عام 2006 الكندية سيارة السنة ‏ الجوائز. مقعد نشط  الحركة السلبية المستمر جلوس الراحة التكنولوجيا المعترف بها باعتبارها واحدة من أفضل الاختراعات لعام 1998 من قبل مجلة العلوم الشعبية . وجدت تقارير المستهلك ‏ E39 5 سلسلة أفضل سيارة اختبارها في 2001-2002. وقد منحت صفحات سيارة جيه بي بي الفئة الخامسة من الفئة بي إم دبليو الفئة الأفضل في فئتها 4 1/2 نجمة. 

## الإنتاج والمبيعات
| تقويم سنوي | إجمالي الإنتاج | مبيعات الولايات المتحدة | الصين المبيعات |
| ---------- | -------------- | ----------------------- | -------------- |
| 1995       |                | 22,637                  |                |
| 1996       |                | 22775                   |                |
| 1997       | 228,800        | -                       |                |
| 1998       | 221,600        | -                       |                |
| 1999       | 201,400        | 38,218                  |                |
| 2000       | 191,546        | 39703                   |                |
| 2001       | 193,948        | 40,005                  |                |
| 2002       | 172,323        | 40842                   |                |
| 2003       | 185,481        | 46,964                  |                |
| 2004       | 229,598        | 45,584                  |                |
| 2005       | 228,389        | 52,722                  |                |
| 2006       | 232,193        | 56756                   |                |
| 2007       | 230,845        | 54142                   |                |
| 2008       | 202,287        | 45915                   |                |
| 2009       | 175,982        | 40,109                  |                |
| 2010       | 211,968        | 39488                   | 42,076         |
| 2011       | 332501         | 51,491                  |                |
| 2012       | 359016         | 56798                   |                |
| 2013       | 366,992        | 56,863                  |                |
| 2014       | 373053         | 52,704                  |                |
| 2015       | 347,096        | 44,162                  |                |
| 2016       | 331,410        | 32408                   |                |

يقع الإنتاج الحالي على حد سواء في دينغولفينغ، ألمانيا. وماغنا شتاير في النمسا.

## وصلات خارجية
- (بالعربية) طرازات الفئة الخامسة من بي إم دبليو